# А
A (А, а) é a primeira letra do alfabeto cirílico.
Se origina diretamente da letra grega alfa.  No alfabeto cirílico arcaico se chamava azǔ e tinha o valor numérico de um.
Na maioria das línguas que usam o alfabeto cirílico, como o russo, sérvio, macedônico e búlgaro, sua pronúncia é /a/.  Também pode representar /ɑ/ e /ə/ em línguas como inguche e checheno.
Teve várias formas através da história, mas hoje em dia é idêntica ao A do alfabeto latino (inclusive em itálico e minúsculas).

## Codificação
| Codificação  | Caixa | Decimal | Hexa | Octal  | Binário          |
| Unicode      | Alta  | 1040    | 0410 | 002020 | 0000010000010000 |
| Unicode      | Baixa | 1072    | 0430 | 002060 | 0000010000110000 |
| ISO 8859-5   | Alta  | 176     | b0   | 260    | 0010110000       |
| ISO 8859-5   | Baixa | 208     | d0   | 320    | 0011010000       |
| KOI 8        | Alta  | 225     | e1   | 341    | 0011100001       |
| KOI 8        | Baixa | 193     | c1   | 301    | 0011000001       |
| Windows 1251 | Alta  | 192     | c0   | 300    | 0011000000       |
| Windows 1251 | Baixa | 224     | e0   | 340    | 0011100000       |

A codificação HTML é:
- &#1040; ou &#x410; para caixa alta; e
- &#1072; ou &#x430; para caixa baixa.